# Applause

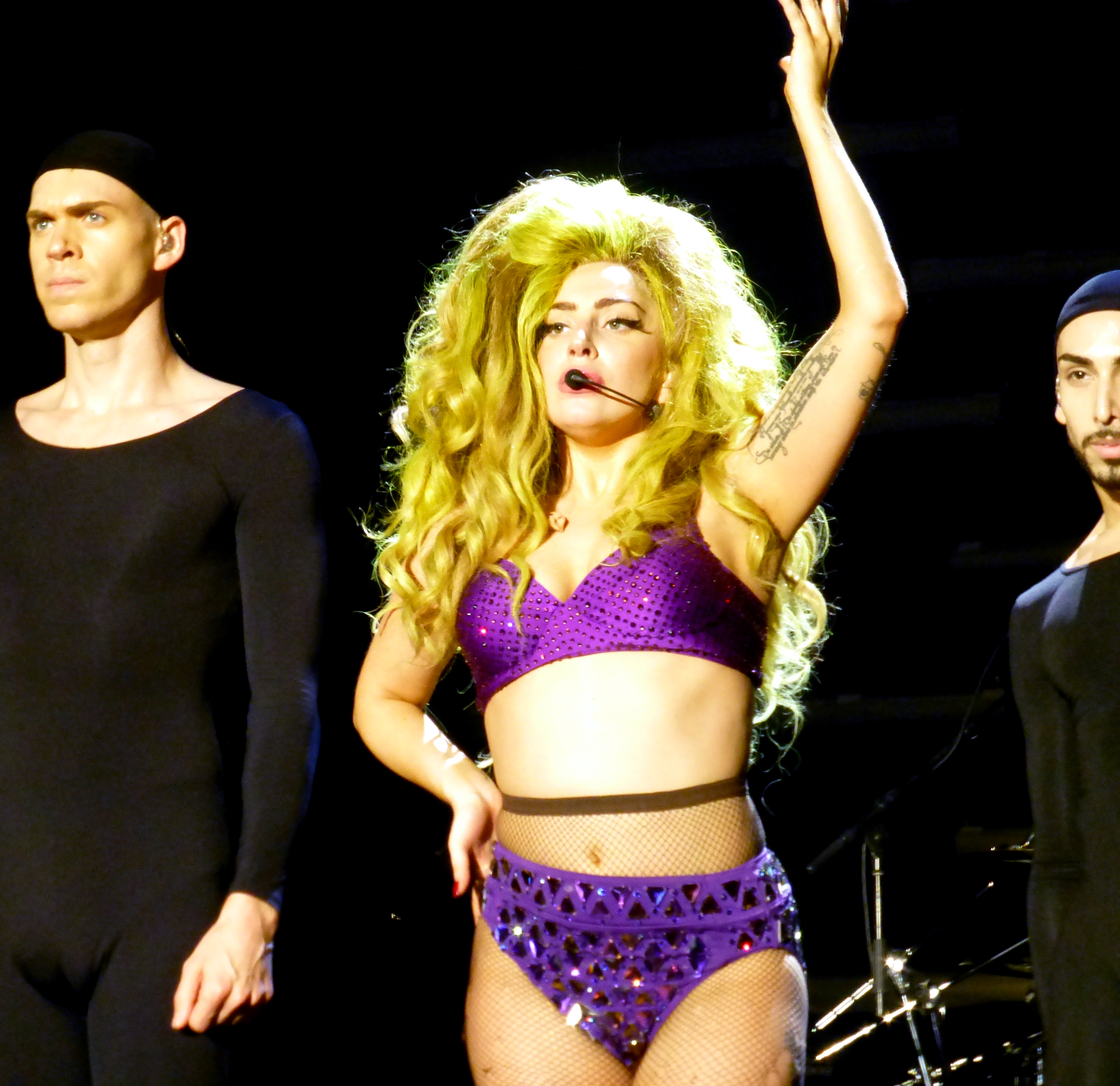
Lady Gaga wykonując Applause podczas serii koncertów w Roseland Ballroom

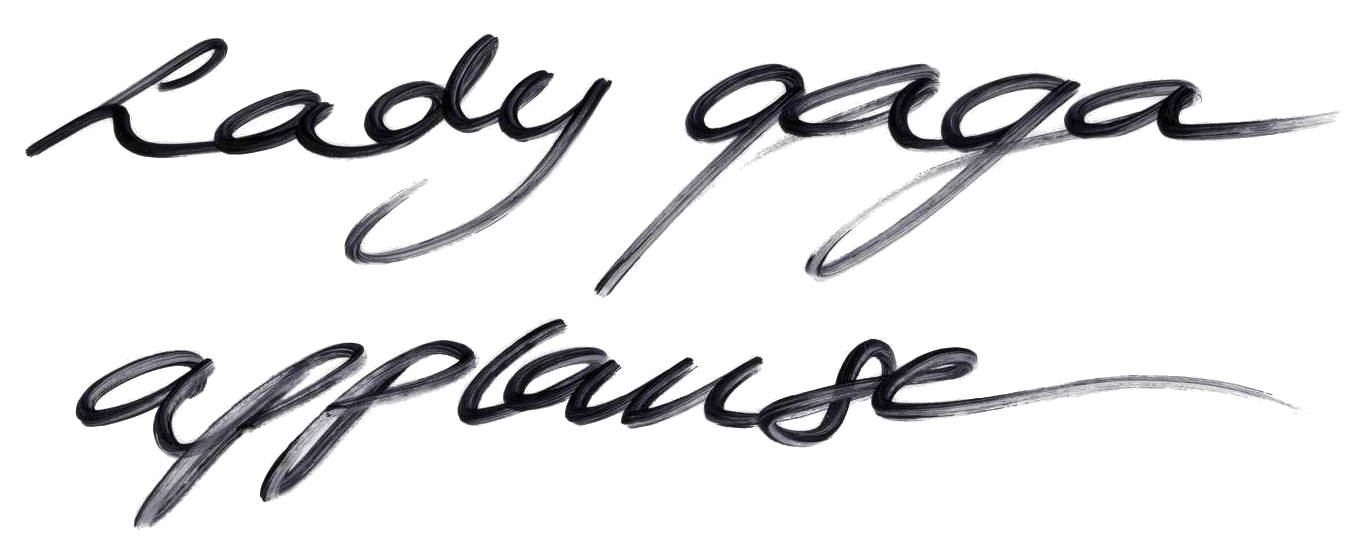

Applause – pierwszy singiel amerykańskiej piosenkarki Lady Gagi pochodzący z jej trzeciego albumu studyjnego Artpop. Piosenka wydana została 12 sierpnia 2013 roku jako pierwszy singiel promujący najnowszą płytę artystki. Applause odniósł wielki sukces komercyjny, singiel zadebiutował na 4 pozycji Billboardu Hot 100. Utwór stał się numerem jeden m.in. w Grecji, Hiszpanii oraz na Węgrzech.

## Tło
12 lipca 2013 Lady Gaga ogłosiła datę wydania pierwszego singla z nadchodzącego albumu razem z datą wydania albumu. Pod koniec lipca artystka ujawniła tytuł, a także okładkę singla. Pierwotnie Applause
miał zostać wydany 19 sierpnia 2013 jednak po serii wycieku fragmentów piosenki Lady Gaga postanowiła wydać singiel tydzień wcześniej, 12 sierpnia.

## Teledysk
Teledysk do utworu został nakręcony w Los Angeles i wyreżyserowany przez Inez & Vinoodh. Premiera klipu odbyła się 19 sierpnia 2013 w programie Good Morning America oraz na oficjalnym kanale VEVO Lady Gagi. Teledysk znalazł się na pierwszym miejscu listy Top 5 video prowadzonej przez ZPAV.

## Występy na żywo
25 sierpnia 2013 roku singiel po raz pierwszy został wykonany na żywo podczas rozdania nagród na gali MTV Video Music Awards. Lady Gaga wykonała Applause po raz drugi 1 września 2013 podczas iTunes Festival. Singiel został wykonany także 9 września 2013 w Good Morning America, inspiracją do występu była powieść Czarnoksiężnik z Krainy Oz. 10 listopada 2013 roku piosenkę wykonano na koncercie artRave. 29 listopada 2013 r. piosenkarka wystąpiła w programie Japan’s Music Station, gdzie zaśpiewała piosenkę Applause. 2 grudnia piosenkę wykonano w popularnym japońskim programie SMAP x SMAP. Lady Gaga zaśpiewała akustyczną wersję Applause w japońskim programie SUKKIRI. Piosenka od 4 maja 2014 roku jest cały czas wykonywana podczas trasy artRave: ARTPOP Ball Tour.

## Lista utworów
- Digital download

1. „Applause” – 3:32

- Singiel CD

1. „Applause” – 3:32
2. „Applause” (Instrumental) – 3:32

- Applause – Remixes

1. „Applause” (Empire of the Sun Remix) – 4:08
2. „Applause” (Viceroy Remix) – 4:27
3. „Applause” (Purity Ring Remix) – 3:04
4. „Applause” (Bent Collective Club Mix) – 7:26
5. „Applause” (DJ White Shadow Electrotech Remix) – 5:49
6. „Applause” (Fareoh Remix) – 4:52
7. „Applause” (DJ White Shadow Trap Remix) – 4:09
8. „Applause” (Goldhouse Remix) – 4:34

## Notowania i certyfikaty
| Lista (2013)                        | Najwyższa pozycja |
| ----------------------------------- | ----------------- |
| Australia (ARIA)                    | 11                |
| Austria (Ö3 Austria Top 40)         | 6                 |
| Belgia (Ultratop 50 Flandria)       | 10                |
| Belgia (Ultratop 50 Wallonia)       | 5                 |
| Dania (Tracklisten)                 | 6                 |
| Finlandia (Suomen virallinen lista) | 10                |
| Francja (SNEP)                      | 3                 |
| Hiszpania (PROMUSICAE)              | 1                 |
| Holandia (Single Top 100)           | 15                |
| Irlandia (IRMA)                     | 9                 |
| Izrael (Media Forest)               | 7                 |
| Japonia (Japan Hot 100)             | 6                 |
| Kanada (Canadian Hot 100)           | 4                 |
| Niemcy (Media Control Charts)       | 5                 |
| Norwegia (VG-lista)                 | 8                 |
| Nowa Zelandia (Recorded Music NZ)   | 7                 |
| Polska (Airplay Top 20)             | 7                 |
| Polska (dance)                      | 23                |
| Słowacja (Rádio Top 100)            | 18                |
| USA (Billboard Hot 100)             | 4                 |
| USA (Billboard Adult Pop Songs)     | 14                |
| USA (Billboard Dance Club Play)     | 1                 |
| USA (Billboard Dance Electronic)    | 1                 |
| USA (Billboard Pop songs)           | 7                 |
| Szkocja (Official Charts Company)   | 5                 |
| Szwecja (Sverigetopplistan)         | 17                |
| Szwajcaria (Schweizer Hitparade)    | 7                 |
| Węgry (Rádiós Top 40)               | 2                 |
| UK (Official Charts Company)        | 5                 |
| Włochy (FIMI)                       | 2                 |

| Kraj                   | Certyfikat | Sprzedaż  |
| ---------------------- | ---------- | --------- |
| Australia (ARIA)       | Platyna    | 70,000    |
| Dania (IFPI Denmark)   | Platyna    | 30,000    |
| Kanada (Music Canada)  | 2x Platyna | 160,000   |
| Korea Płd (Gaon Chart) |            | 106,385   |
| Nowa Zelandia (RIANZ)  | Złoto      | 7,500     |
| Włochy (FIMI)          | Platyna    | 30,000    |
| Szwecja (GLF)          | Złoto      | 20,000    |
| USA (RIAA)             | Platyna    | 2,413,000 |
| Wielka Brytania (BPI)  | Srebro     | 234,979   |

## Historia wydania
| Kraj            | Data             | Format                     | Wytwórnia              |
| --------------- | ---------------- | -------------------------- | ---------------------- |
| USA             | 12 sierpnia 2013 | Digital download           | Streamline, Interscope |
| Francja         | 13 sierpnia 2013 | Digital download           | Polydor                |
| Hiszpania       | 13 sierpnia 2013 | Digital download           | Universal Music Spain  |
| Niemcy          | 13 sierpnia 2013 | Digital download           | Universal Music Group  |
| Wielka Brytania | 13 sierpnia 2013 | Digital download           | Polydor                |
| Włochy          | 13 sierpnia 2013 | Digital download           | Universal Music Italia |
| Japonia         | 11 września 2013 | CD                         | Universal Music Group  |
| Holandia        | 12 września 2013 | CD                         | Interscope             |
| Niemcy          | 13 września 2013 | CD                         | Interscope             |
| Szwecja         | 13 września 2013 | CD                         | Interscope             |
| Francja         | 16 września 2013 | CD                         | Interscope             |
| Wielka Brytania | 16 września 2013 | CD                         | Polydor                |
| Polska          | 17 września 2013 | CD                         | Universal Music Polska |
| Ogólnoświatowo  | 30 września 2013 | Digital download – Remixes | Interscope             |